# CGC Viareggio 1990-1991
Questa voce raccoglie le informazioni riguardanti del CGC Viareggio nelle competizioni ufficiali della stagione 1990-1991.

## Stagione
Sedicesimo campionato di Serie A1. Dopo le dimissioni di Caprili, viene eletto presidente Antonio Nicoletti. Cambia anche l'allenatore, il nuovo è Francesco Martini. La squadra praticamente è la stessa e vengono confermati anche gli stranieri. Alla portata della squadra sembrano essere i play-off. Ma proprio nelle ultime giornate di campionato, i bianconeri infilano una sconfitta dietro l'altra. La posizione finale è la dodicesima: la squadra dovrà lottare per la salvezza. Fortunatamente si riprende e nel girone con Giovinazzo, Sandrigo e Castiglione arriva primo e si salva.

## Maglie e sponsor
| 1ª divisa | 2ª divisa |

## Organico

### Giocatori
Dati tratti dal sito internet ufficiale della Federazione Italiana Sport Rotellistici.
| N° | Naz.                 | Ruolo | Sportivo              |  |  |  |
| -- | -------------------- | ----- | --------------------- |  |  |  |
|    | Italia (bandiera)    | P     | Andrea Gemignani      |  |  |  |
|    | Italia (bandiera)    | P     | Alessandro Pardini    |  |  |  |
|    | Italia (bandiera)    | E     | Alberto Vecoli        |  |  |  |
|    | Brasile (bandiera)   | E     | Fernando Louzada      |  |  |  |
|    | Italia (bandiera)    | E     | Alessandro Giovannoni |  |  |  |
|    | Italia (bandiera)    | E     | Pezzini               |  |  |  |
|    | Italia (bandiera)    | E     | Da Prato              |  |  |  |
|    | Italia (bandiera)    | E     | Francesco Dolce       |  |  |  |
|    | Argentina (bandiera) | E     | Mauricio Tobares      |  |  |  |
|    | Italia (bandiera)    | E     | Alberto Orlandi       |  |  |  |
|    | Italia (bandiera)    | E     | Mirko Bertolucci      |  |  |  |